# NXC
NXC는 게임 제작·배급 기업인 넥슨의 지주 회사이다.

## 개요
엔엑스씨(NXC)는 게임 개발 및 배급 기업 넥슨(NEXON, 도쿄증권거래소 1부 상장)의 지주 회사로, 가치 있는 디지털 아이디어와 기술에 대한 투자를 비롯해 다양한 사회공헌 및 문화 사업을 진행하고 있으며, 대표는 넥슨의 창립자인 김정주, 본사는 대한민국 제주특별자치도 제주시에 위치하고 있다.
1989년 김정주 회장의 아버지인 김교창 이 창립한 법인이 1994년에 게임산업을 개시하였고, 2006년에 지주회사로 전환되고 대한민국내 게임 사업은 넥슨 코리아로 분사되었다.
NXC는 어린이 및 청소년을 대상으로 한 문화 프로젝트와 글로벌 사회공헌 사업도 진행하고 있다. 2013년 아시아 최초의 컴퓨터박물관인 ‘넥슨컴퓨터박물관’을 개관하였고 2016년에는 국내 최초의 아동 재활병원인 ‘푸르메재단 넥슨어린이재활병원’을 건립에 참여하였다. 2018년에는 이러한 사회공헌 활동을 지속적으로 추진하고자 한국과 미국에 각각 ‘넥슨재단’과 ‘소호임팩트’ 재단을 설립하면서 제2어린이재활병원 건립과 글로벌 브릭 기부 등 신규 사회공헌 사업에 관여하고 있다. 또한 넥슨문화다양성펀드를 통해 문화예술의 다양성 확립과 저변확대를 도모하고 있다.

## 넥슨컴퓨터박물관
NXC가 제주시 노형동 한라수목원 인근에 건립한 국내 최초의 컴퓨터박물관으로, 2013년 7월 27일 개관하였으며 컴퓨터와 게임의 역사에 관한 5천여 점 이상의 소장품을 보유하고 있다. 독일 Computerspielemuseum, 미국 International Center for the History of Electronic Games 등 유수의 해외 박물관 뿐만 아니라 Softmax, Gamevil, Oculus VR, Thalmic Labs, Take-Two Interactive, Sony Computer Entertainment 등 국내외 유수의 기업들과 교류를 하고 있다.
넥슨컴퓨터박물관은 대한민국 IT 산업의 기반이 된 컴퓨터와 게임 문화의 역사를 수집하고 보존하는데 그 목적을 두고 있으며 디지털과 교육 그리고 예술을 결합한 다양한 전시 및 체험 프로그램을 제공하고 있다. 주요 소장품으로는 Apple I, Altair 8800, Commodore PET 2001, PC 5150, 재믹스V, SPC-1500A, IQ-1000, FC-100D, Oculus Rift, MYO 등이 있다. 이 중 Apple I은 전 세계에 단 6대 만 남아있는 의미 있는 소장품 중 하나이다. 뿐만 아니라 Space Invaders(스페이스 인베이더), Galaga(갤라가), Prince of Persia(페르시아의 왕자), 한메타자교사 등 다양한 소프트웨어도 함께 전시되고 있으며, 관람객들은 이들 중 대부분을 직접 체험할 수 있다. 또한, 디지털 아카이빙 프로젝트의 일환으로 1996년 넥슨이 개발한 전 세계 최장수 그래픽 MMORPG인 <바람의나라>의 초기 버전을 복원하여 공개하고 있다. 이 외에도 제주도에 위치하고 있다는 지역적 특색을 고려하여 제주 도민을 위한 교육 프로그램 ‘NCM 어린이자문단’, ‘어린이융합워크숍 HAT’, ‘오픈 워크숍’ 등을 운영하고 있다.

## 투자사업
벨기에의 NXMH등 투자 전문 법인을 통한 직접 투자는 물론, 미국 뉴욕 소재 투자전문 회사 콜라보레이티브 펀드(Collaborative Fund), 국내 스타트업 전문 투자 벤처캐피털 본엔젤스 및 스트롱벤처스 등을 통한 간접투자도 진행하고 있다.
주요 활동으로 레고중개사이트 브릭링크(BrickLink) 인수, 프리미엄 유아용품 브랜드 스토케(Stokke) 인수 및 미국 소재 스타트업 전기자동차 업체인 릿모터스(LitMotors)에도 투자한 바 있으며, 최근 유럽 최고 암호화폐거래소인 비트스탬프(Bitstamp)도 인수한 바 있다.

## 사회공헌
NXC는 어린이와 지역사회를 위한 사회공헌 활동도 펼치고 있다. 2013년 6월 푸르메재단과 협약식을 갖고, 이듬해 12월 23일에는 어린이재활병원 건립을 위해 병원 건설과 초기 운영에 필요한 전체 440억 중 총 200억 원을 기부하기로 약정, 모든 기부금을 전달했다. 2019년에는 대전충남권 공공어린이재활병원 건립 참여를 확정 짓고 100억원의 기금 기부도 약정한 바 있다.
제주 지역문화활성화를 위한 문화사업도 진행 중인 바, 도내 게스트하우스 및 카페 등지에서 진행되는 소규모 하우스콘서트부터 GET, Jet Fest 등 제주에서 열리는 대형 페스티벌까지 다양한 문화행사를 후원하고 있으며, 아름다운 제주의 자연을 보전하기 위해 제주 올레에도 몇 년 간 후원을 이어오고 있다. 제주도 읍면지역 유치원을 대상으로 한 네티켓 교육, 도내 과학중점고등학교를 대상으로 한 컴퓨터교육 지원사업도 추진 중이다. 2013년 개관한 넥슨컴퓨터박물관은 'NCM 어린이자문단’, 'HAT' 등 도내 어린이를 위한 다양한 과학교육 프로그램을 운영 중이며, 제주 지역 학생들에게 진로 탐색과 체험학습의 기회를 제공하기 위해 제주특별자치도교육청과 자유학기제 운영 지원에 대한 협약을 맺기도 하였다.
NXC는 2018년 넥슨재단 설립을 통해 넥슨컴퍼니 사회공헌 사업의 저변을 확대하고 신규 사업을 추진하는 한편, 미국에는 소호임팩트 재단을 설립, 글로벌 브릭 기부 사업도 진행하고 있다. 넥슨재단을 통해 매년 4개소 수준의 신규 작은책방을 국내∙외 지역에 개설함과 동시에, 작은책방 어린이들의 독서습관 함양을 위한 ‘상상씨앗 독서 프로그램’과 ‘독후감 대회’ 등도 운영하고 있다. 넥슨작은책방은 2004년 경남 통영시 풍화분교에 1호점을 개설과 함께 시작한 사회공헌 사업이다. 2011년부터는 ‘전세계 아이들의 꿈이 이뤄지는 공간’이라는 뜻을 담아 ‘Wish Planet’(위시 플래닛)’이라는 명칭으로 해외 작은책방을 개관, 아프리카 부룬디 지역의 1호점을 기점으로 네팔, 캄보디아, 미얀마, 인도네시아 등의 국가에 총 6개의 책방을 운영 중이다.
NXC는 ‘넥슨문화다양성’’이라는 프로젝트를 통해 게임과 예술을 접목한 기획전시 ‘보더리스 (Borderless)’를 비롯해 베니스비엔날레 한국관 및 뉴욕 퀸즈 미술관 후원 등 다양한 문화예술 사업을 지원해왔다. 2015년 아카데미 시상식에서 3관왕에 오른 영화 ‘위플래쉬’의 국내 수입 공식 후원사로 참여하고, 해외 다큐멘터리영화 ‘시리아의 비가(悲歌): 들리지 않는 노래(원제: Cries from Syria)’를 수입하면서 시리아 어린이 돕기 캠페인을 펼치는 등 사회공헌 캠페인도 진행한 바 있다.